# Sablino (stacja kolejowa)
Sablino (ros. Саблино) – węzłowa stacja kolejowa w miejscowości Uljanowka, w rejonie tośnieńskim, w obwodzie leningradzkim, w Rosji. Węzeł linii Petersburg - Moskwa z kolejową obwodnicą Petersburga.

## Historia
Stacja powstała w XIX w. na Kolei Mikołajewskiej pomiędzy przystankiem Popowka i stacją Tosno.

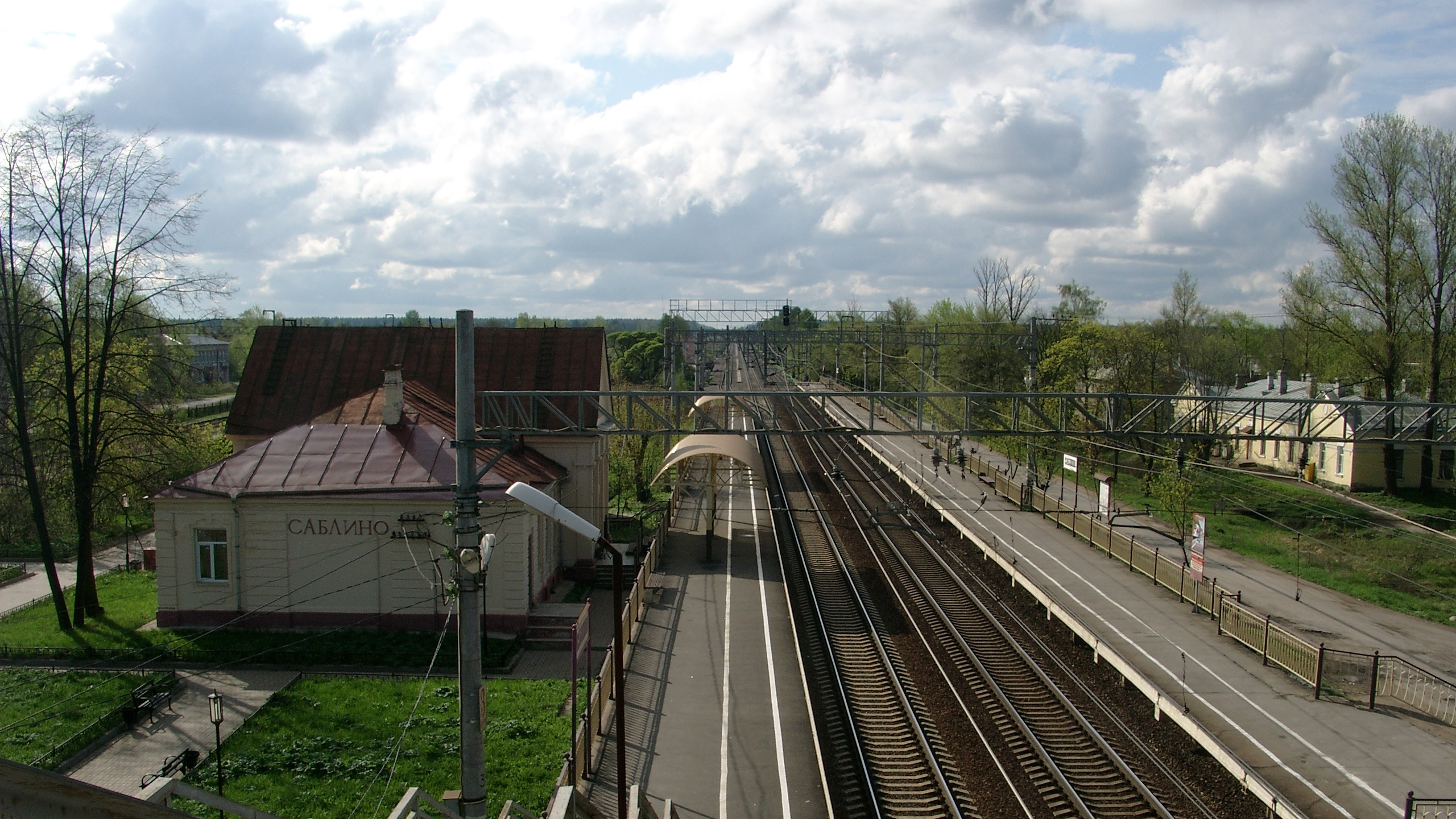
widok w stronę Moskwy
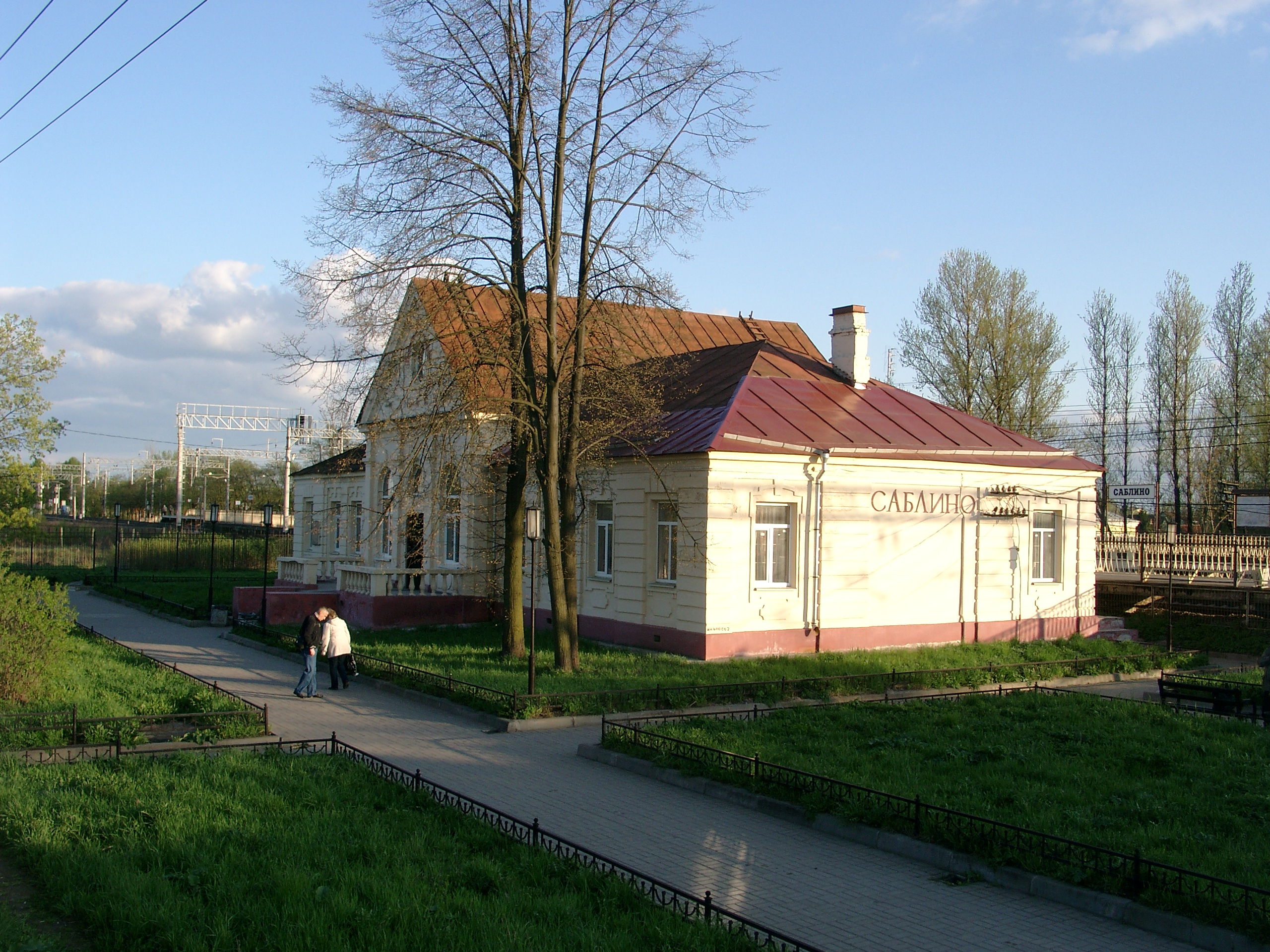
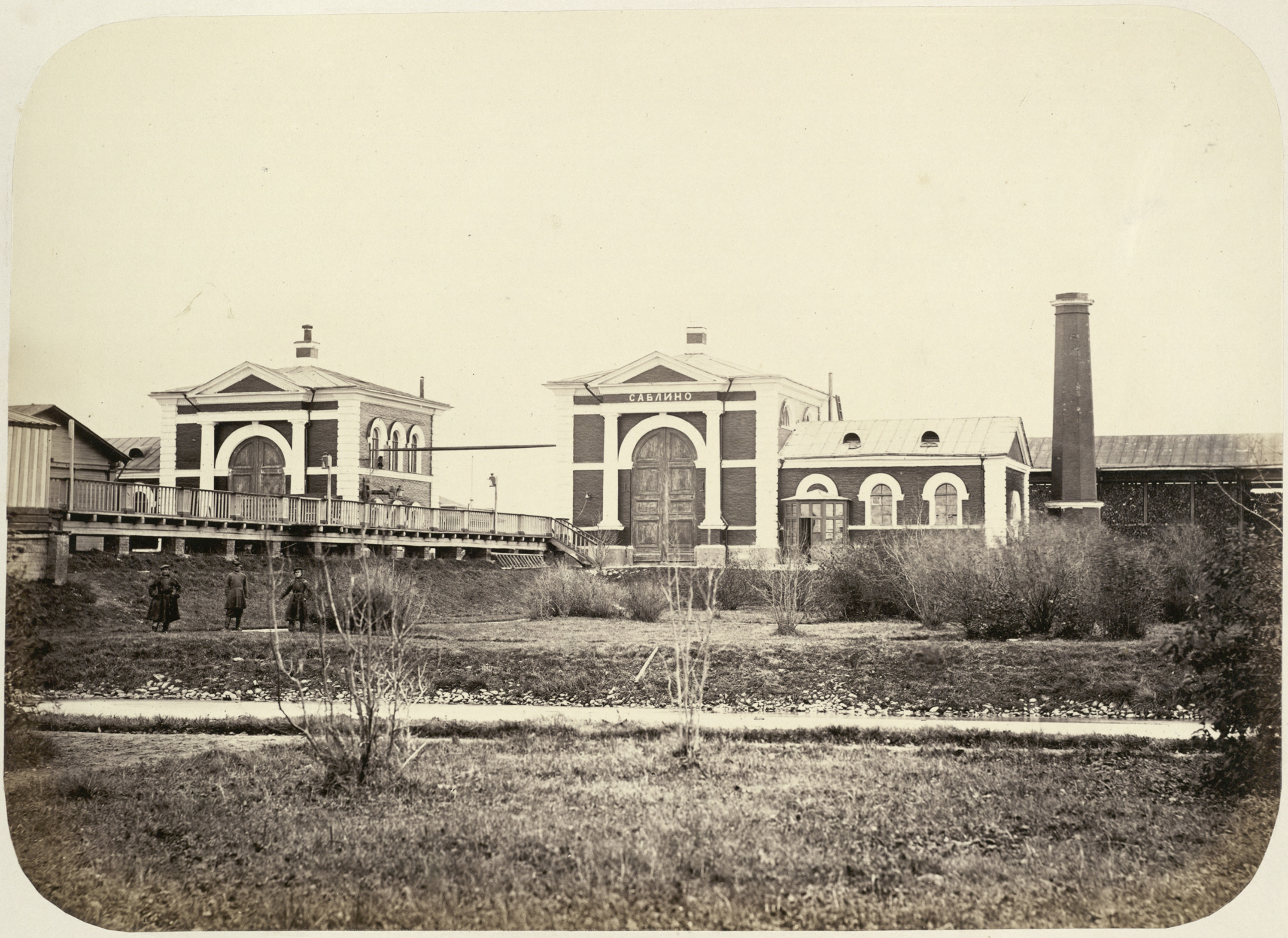
stacja w latach 60. XIX w.